# Nuoto pinnato ai II Giochi del Mediterraneo sulla spiaggia
Le gare di nuoto pinnato ai II Giochi del Mediterraneo sulla spiaggia si sono svolti dal 25 al 31 agosto 2019 a Patrasso, in Grecia.

## Podi

### Uomini
| Evento  | Oro                    | Argento                    | Bronzo                     |
| 50m AP  | Ioannis Pipinias       | Anastasios Mylonakis       | Filip Strikiniak           |
| 50m BF  | Christos Bonias        | Riccardo Romano            | Stefano Antonidias         |
| 100m SF | Anastasios Mylonakis   | Ioannis Pipinias           | Tugcan Kaytar              |
| 100m BF | Stefano Antonidias     | Christos Bonias            | Youssef Naffeti            |
| 200m SF | Tugcan Kaytar          | Stefano Antonidias         | Davide De Ceglie           |
| 200m BF | Konstantinos Drygoutis | Youssef Naffeti            | Jose Antonio Alonso Tellez |
| 400m SF | Stefano Figini         | Gianluca Allegretti        | Derin Toparlak             |
| 2km BF  | Konstantinos Drygoutis | Jose Antonio Alonso Tellez | Youssef Naffeti            |
| 4km SF  | Davide De Ceglie       | Marios Armoutsis           | Louis Dumard               |

### Donne
| Evento  | Oro               | Argento                 | Bronzo           |
| 50m AP  | Sofia Ktena       | Dora Bassi              | Maelle Lecoeur   |
| 50m BF  | Viola Magoga      | Silvia Barnes Corominas | Elisa Mammi      |
| 100m SF | Eirini Deligianni | Dora Bassi              | Erica Barbon     |
| 100m BF | Viola Magoga      | Sofia Ktena             | Alycia Kleyn     |
| 200m SF | Eirini Deligianni | Dora Bassi              | Erica Barbon     |
| 200m BF | Elisa Mammi       | Evdoxia Thomakou        | Alycia Kleyn     |
| 400m SF | Loren Baron       | Ioanna Panagiotidou     | Silvia Sevignani |
| 2km BF  | Sonia Farga Mexia | Elisa Mammi             | Evdoxia Thomakou |
| 4km SF  | Anastasia Politou | Loren Baron             | Mara Zaghet      |

### Misto
| Evento             | Oro    | Argento | Bronzo  |
| Staffetta 4x100 SF | Grecia | Francia | Turchia |
| Staffetta 4x50 BF  | Italia | Grecia  | Spagna  |
| Staffetta 2k SF    | Italia | Grecia  | Francia |

## Medagliere
| Pos.   | Paese   | Oro | Argento | Bronzo | Tot |
| ------ | ------- | --- | ------- | ------ | --- |
| 1      | Grecia  | 11  | 10      | 2      | 23  |
| 2      | Italia  | 7   | 3       | 6      | 16  |
| 3      | Francia | 1   | 2       | 5      | 8   |
| 4      | Spagna  | 1   | 2       | 2      | 5   |
| 5      | Turchia | 1   | 0       | 3      | 4   |
| 6      | Croazia | 0   | 3       | 1      | 4   |
| 6      | Tunisia | 0   | 1       | 2      | 3   |
| Totale | Totale  | 21  | 21      | 21     | 63  |